# Altıntaş, Mudanya
Altıntaş là một xã thuộc quận Mudanya, tỉnh Bursa, Thổ Nhĩ Kỳ. Dân số thời điểm năm 2011 là 424 người.